# Carrer d'Aragó
El carrer d'Aragó és un més amples de l'Eixample, i també a part del de districte de Sant Martí de Barcelona. Al Pla Cerdà apareix anomenat amb la lletra L, i rebé la seva denominació actual ja a la proposta inicial de noms pels carrers de l'Eixample feta per Víctor Balaguer l'any 1863.

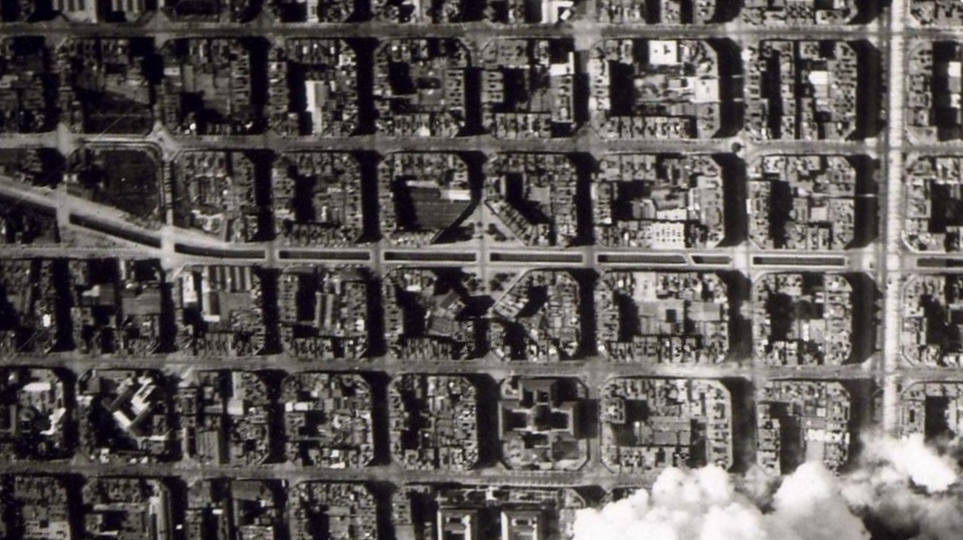
Fotografia aèria del 1938 on s'aprecia la rasa pel ferrocarril

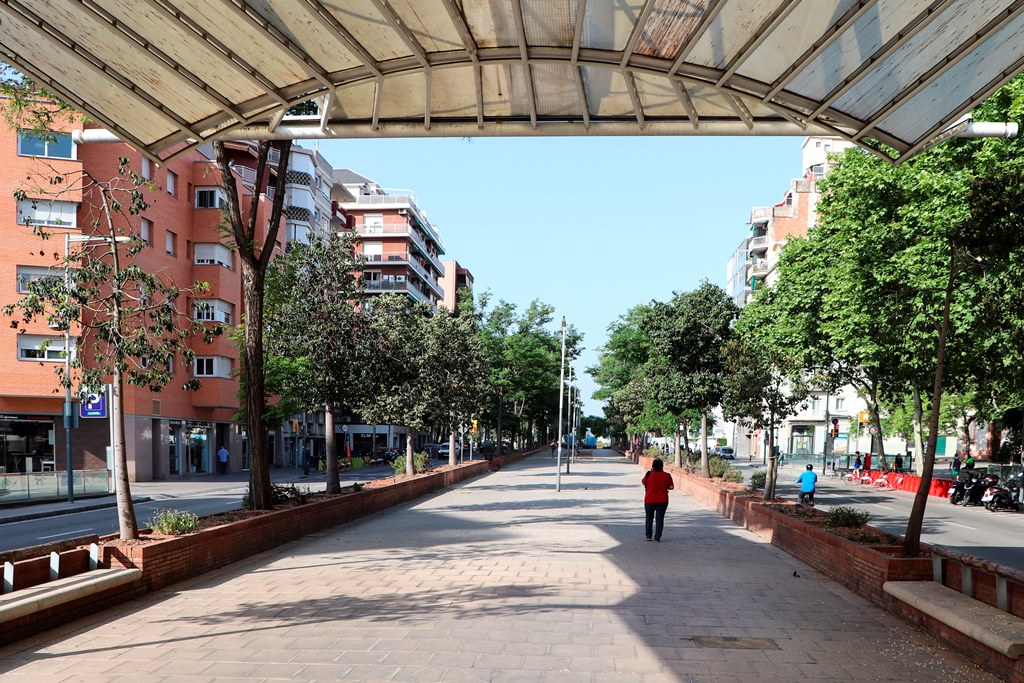
Tram del barri del Clot amb passeig central

La numeració del carrer comença a la intersecció amb el carrer de Tarragona, i acaba a la intersecció amb el carrer de Lope de Vega, encara que ací el carrer continua amb el nom de Rambla de Guipúscoa. En la major part del seu recorregut, des de l'avinguda Meridiana fins al carrer de Tarragona, el trànsit circula en una sola calçada de sentit únic cap al sud-oest (Llobregat), és a dir, el contrari de la numeració. En el seu tram central arriba a tenir fins a sis carrils destinats al trànsit, però s'estreta lleugerament a partir del carrer de Casanova on es troba l'inici de l'avinguda de Roma. En canvi, al tram del barri del Clot, des de l'avinguda Meridiana cap al nord-est, té dues calçades de sentits contraris separades per una passeig central. Els carrers paral·lels més pròxims són el carrer de València al nord i el carrer del Consell de Cent al sud.
Sota d'aquest carrer, des de l'avinguda de Roma i fins al carrer de Bilbao, hi passa el túnel ferroviari del carrer d'Aragó. Abans de la cobertura d'aquest túnel, les vies estaven disposades en forma de trinxera, creant una rasa al mig del carrer.

## Indrets destacats
- Edifici Montaner i Simon, actual seu de la Fundació Antoni Tàpies
- Església de la Concepció, basílica menor fruit del trasllat i reconstrucció de l'antic monestir de Jonqueres
- Mercat de la Concepció, projectat per Antoni Rovira i Trias el 1888
- Seu del districte de l'Eixample, projectat el 1893 per Pere Falqués i Urpí
- Mansana de la Discòrdia, encara que els edificis amb valor arquitectònic es troben al passeig de Gràcia
- Parc de Joan Miró (popularment anomenat de l'Escorxador)
- Plaça del Doctor Letamendi